# Pro Danube Austria
PRO Danube Austria (Eigenschreibweise: PRO Danube AUSTRIA) (PDA) ist ein unabhängiger Verein zur aktiven Förderung einer nachhaltigen Binnenschifffahrt in Österreich und darüber hinaus. Ziel von PDA ist die Entwicklung und Förderung einer nachhaltigen Binnenschifffahrt und die Gestaltung von wirtschaftlichen Rahmenbedingungen. Im gesellschaftspolitischen Diskurs soll auf die strategische Bedeutung der Wasserstraßen und ihre logistischen Verknüpfungen mit der Bahn und der Straße hingewiesen werden.

## Geschichte
1879 wurde in Wien der Donauverein gegründet und um 1900 in Zentralverein für Fluss- und Kanalschifffahrt in Österreich umbenannt. Nach Gründung der Zweiten Republik wurde dieser 1951 als Österreichischer Kanal- und Schifffahrtsverein neu konstituiert und im Jahre 1978 in Österreichischer Wasserstraßen- und Schifffahrtsverein umbenannt. Bei einer außerordentlichen Mitgliederversammlung im Oktober 2011 wurde der Verein in PRO Danube AUSTRIA (PDA) umbenannt. Sitz des Vereins ist Sankt Pölten (Spratzern).

## Struktur
Die Präsidentin des Vereins, seit 2024 Lisa Maria Putz Egger (Logistikum Steyr), vertritt den Verein nach außen. Weitere Mitglieder des Vorstandes sind: Vizepräsident Fritz Lehr (Hafen Wien), Alexander Klacska als Repräsentant der Wirtschaftskammer Österreich, Horst Felbermayr als Vertreter der Binnengüterschifffahrt, Michaela Pichler für den Handel, Harald Gutenthaler (VOEST) als Vertreter der Industrie, Gerald Riha als Vertreter der Logistikbranche, Herfried Leitner (Pro Danube International) und Robert Lichtner (Danube Strategy Point, EU-Strategie für den Donauraum - EUSDR). 